# Ciernie (Prostki)
Ciernie (deutsch Czernien, 1930–1945 Dornberg) ist ein Dorf in der polnischen Woiwodschaft Ermland-Masuren, das zur Gmina Prostki (Landgemeinde Prostken) im Powiat Ełcki (Kreis Lyck) gehört.

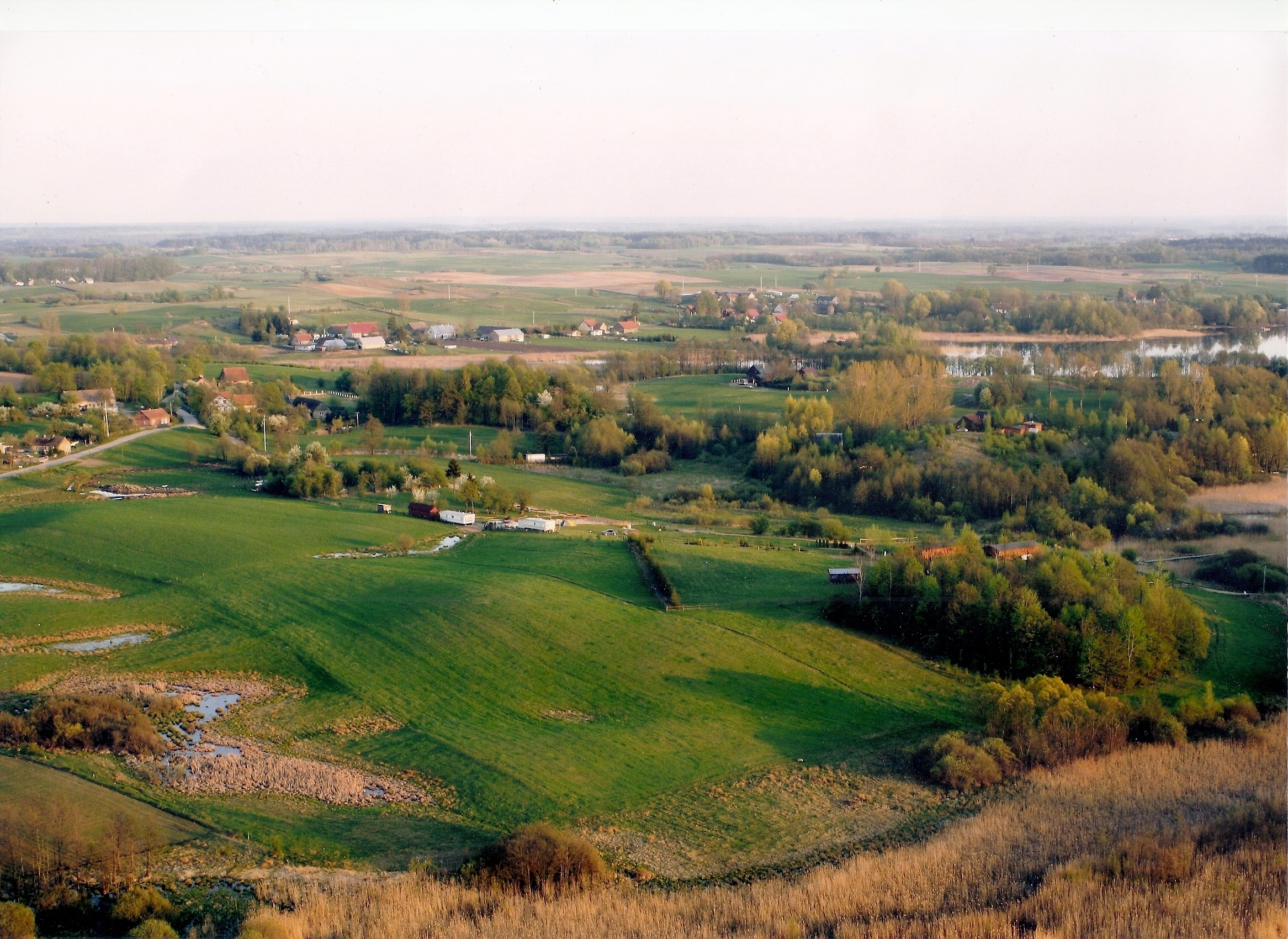
Blick auf Ciernie am Jezioro Dybowskie (Dybower/Diebauer See)

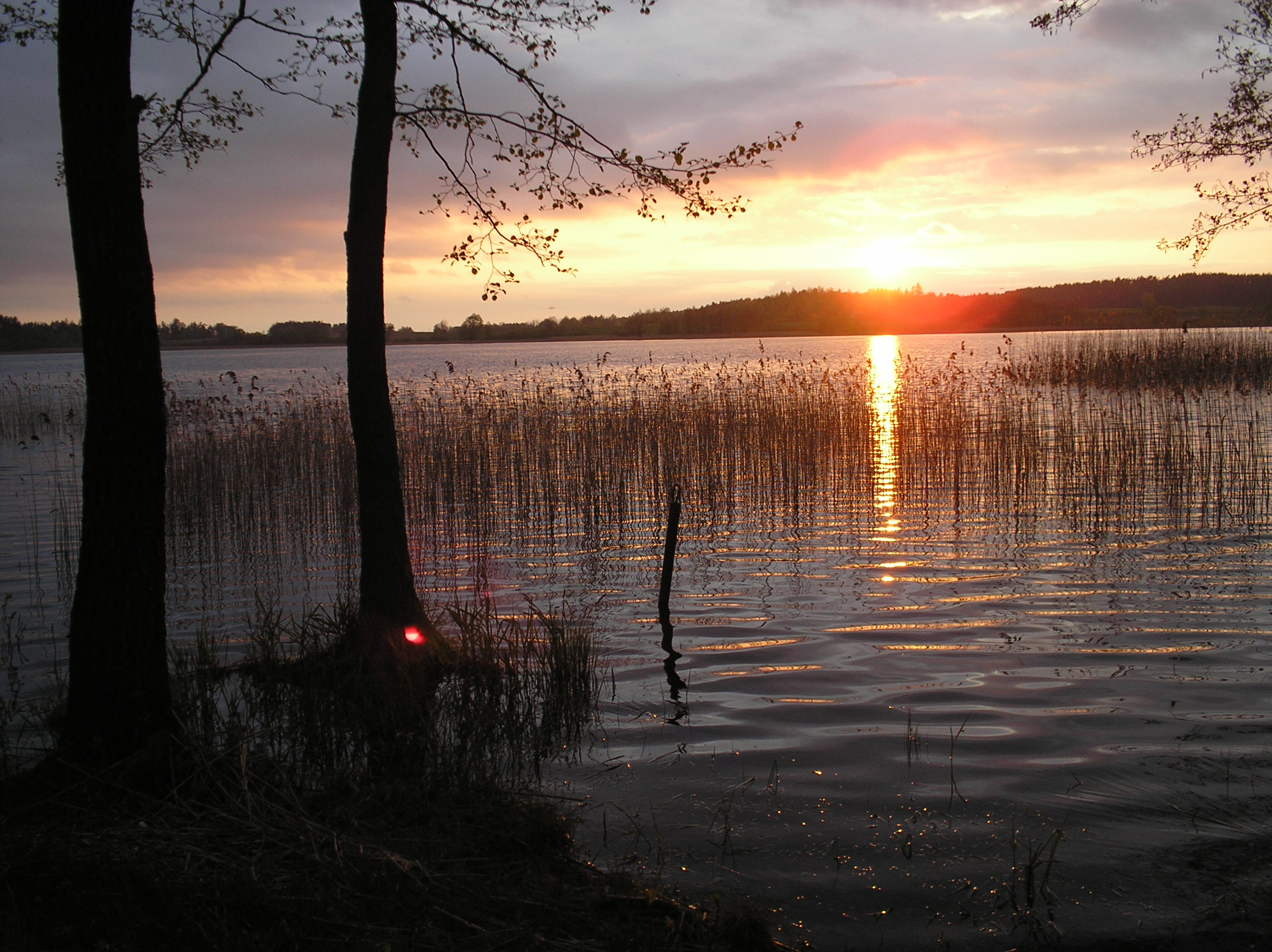
Abendstimmung am See bei Ciernie

## Geographische Lage
Ciernie liegt  500 Meter östlich des Dybower Sees (1938–1945 Diebauer See, polnisch Jezioro Dybowskie) im südlichen Osten der Woiwodschaft Ermland-Masuren. Bis zur einstigen Kreisstadt Johannisburg (polnisch Pisz) sind es 33 Kilometer in südwestlicher Richtung, und die heutige Kreismetropole Ełk (deutsch Lyck) ist 16 Kilometer in nordöstlicher Richtung entfernt.

## Geschichte
Das kleine, vor 1538 Schirnen, vor 1785 Czernien, nach 1818 Czernen und bis 1930 Czernien genannte Dorf wurde im Jahr 1501 gegründet.
Von 1874 bis 1945 war es in den Amtsbezirk Großrosen eingegliedert. 
Im Jahr 1910 waren in Czernien 89 Einwohner gemeldet.
Aufgrund der Bestimmungen des Versailler Vertrags stimmte die Bevölkerung im Abstimmungsgebiet Allenstein, zu dem Czernien gehörte, am 11. Juli 1920 über die weitere staatliche Zugehörigkeit zu Ostpreußen (und damit zu Deutschland) oder den Anschluss an Polen ab. In Czernien stimmten 80 Einwohner für den Verbleib bei Ostpreußen, auf Polen entfiel keine Stimme.
Am 28. Juli 1930 wurde Czernien in Dornberg umbenannt. Die Einwohnerzahl belief sich 1933 auf 73 und betrug 1939 noch 72.
In Kriegsfolge kam das Dorf 1945 mit dem gesamten südlichen Ostpreußen zu Polen und erhielt die polnische Namensform Ciernie. Heute ist das Dorf zusammen mit dem Nachbarort Kibisy (Kybissen, 1938–1945 Kibissen) in das Schulzenamt (polnisch Sołectwo) Dybowo (Dybowen, 1938–1945 Diebauen) einbezogen und somit eine Ortschaft innerhalb der Landgemeinde Prostki (Prostken) im Powiat Ełcki (Kreis Lyck), bis 1998 der Woiwodschaft Suwałki, seither der Woiwodschaft Ermland-Masuren zugehörig.

## Religionen
Vor 1945 war Czernien in die evangelische Kirche Groß Rosinsko (1938–1945 Großrosen, polnisch Rożyńsk Wielki) in der Kirchenprovinz Ostpreußen der Evangelischen Kirche der Altpreußischen Union sowie in die römisch-katholische Kirche in Johannisburg (polnisch Pisz) im Bistum Ermland eingepfarrt.
Heute gehört Ciernie katholischerseits zur Pfarrei in Rożyńsk Wielki im Bistum Ełk der Römisch-katholischen Kirche in Polen. Die evangelischen Einwohner halten sich zu den Kirchengemeinden in Biała Piska (Bialla, 1938–1945 Gehlenburg) bzw. Ełk (Lyck), beides Filialgemeinden der Pfarrei in Pisz (Johannisburg) in der Diözese Masuren der Evangelisch-Augsburgischen Kirche in Polen.

## Verkehr
Ciernie liegt an einer Nebenstraße, die Rożyńsk Wielki über Taczki (Tatzken) mit Marchewki (Marchewken, 1926–1945 Bergfelde) verbindet. Außerdem führt eine Straßenverbindung von Dybowo hierher.
Eine Bahnanbindung besteht nicht.